# Wybory parlamentarne we Francji w 2017 roku
Wybory parlamentarne we Francji w 2017 roku – wybory do Zgromadzenia Narodowego, w których pierwsza tura odbyła się 11 czerwca 2017, a druga 18 czerwca 2017. Wybranych zostało 577 parlamentarzystów na XV kadencję Zgromadzenia Piątej Republiki (od 1958). Wybory odbyły się miesiąc po wyborach prezydenckich, w których zwyciężył kandydat klubu En Marche Emmanuel Macron, pokonując w drugiej turze kandydatkę Frontu Narodowego Marine Le Pen. Były to pierwsze wybory, gdzie w drugiej turze nie znalazł się przedstawiciel socjalistów ani gaullistów.

## Kampania wyborcza

### Walka Robotnicza
Walka Robotnicza zapowiedziała wystawienie kandydatów w 553 okręgach wyborczych, z czego 539 w metropolitarnej Francji, 6 w Réunion, 4 na Martynice oraz 4 w Gwadelupie.

### Francja Niepokorna
Francja Niepokorna – polityczny ruch założony przez Jean-Luca Mélenchona (kandydata, który uzyskał ponad 19% poparcia w wyborach prezydenckich) wystawił kandydatów we wszystkich 577 okręgach wyborczych.

### Francuska Partia Komunistyczna (PCF)
Mimo że Francuska Partia Komunistyczna formalnie poparła kandydaturę Mélenchona w wyborach prezydenckich, wystawiła kandydatów w wyborach parlamentarnych. Po porażce Mélenchona w pierwszej turze wyborów prezydenckich, Pierre Laurent wezwał Francję Niepokorną do sojuszu, jednakże rozmowy o wspólnym starcie nie przyniosły skutku i 9 maja Francja Niepokorna ogłosiła, że wystartuje w wyborach bez sojuszu z PCF.

### Europa Ekologia – Zieloni (EELV)
W zamian za poparcie kandydata PS Benoît Hamona w wyborach prezydenckich, Partia Socjalistyczna zagwarantowała EELV 42 miejsca w wyborach parlamentarnych. EELV zobowiązała się nie wystawiać kandydatów w 53 okręgach wyborczych.

### Partia Socjalistyczna (PS)
Partia wystawiła własnych kandydatów w 400 okręgach, reszta okręgów zostanie przydzielona EELV, Lewicowej Partii Radykalnej (PRG) oraz innym koalicjantom.

### La République En Marche! i MoDem
En Marche! – ruch założony przez prezydenta Francji Emmanuela Macrona, planowała wystawić kandydatów we wszystkich 577 okręgach wyborczych, gdzie prawie połowa kandydatów ma pochodzić z organizacji społecznych, drugą połowę mają reprezentować politycy – w tym kobiety mają stanowić połowę. François Bayrou, Ruchu Demokratycznego w wyborach prezydenckich poparł kandydaturę założyciela En Marche!, w zamian przyznanie jego partii 90 miejsc w wyborach. Po zwycięstwie w wyborach prezydenckich Macron zrezygnował z posady szefa En Marche!, a jego rolę jako tymczasowego lidera przejęła Catherine Barbaroux. Ruch wystartował w wyborach pod nazwą „La République En Marche!”, lista z nazwiskami wszystkich kandydatów pojawiła się 11 maja.

### Republikanie
2 maja poinformowano, iż szefem kampanii wyborczej Republikanów będzie François Baroin
7 marca biuro wykonawcze Unii Demokratów i Niezależnych poinformowało, iż wystartuje w wyborach w sojuszu z Republikanami, rezerwując 96 okręgów wyborczych (w tym 28, gdzie obecnymi przedstawicielami są przedstawiciele UDI). W 42 okręgach zapowiedziano prawybory między kandydatami UDI oraz Republikanów.

### Powstań Francjo
Powstań Francjo (partia kandydata w wyborach prezydenckich Nicolasa Dupont-Aignana, zamierza wystawić kandydatów we wszystkich 577 okręgach wyborczych.

### Front Narodowy (FN)
W grudniu 2016 Front Narodowy skończył początkowe przygotowania do wyborów parlamentarnych. Średni wiek kandydatów to 47 lat, prawie 80% z nich miało już mandat lokalny (np. w radzie miasta). W 2012 tylko 10% miało takie mandaty.

## Wyniki wyborów
| Partie i koalicje                       | Partie i koalicje              | Partie i koalicje              | Partie i koalicje        | I tura     | I tura    | II tura    | II tura | Mandaty | Mandaty | Mandaty | Mandaty |
| Partie i koalicje                       | Partie i koalicje              | Partie i koalicje              | Partie i koalicje        | Głosy      | %         | Głosy      | %       | I       | II      | Σ       | %       |
| --------------------------------------- | ------------------------------ | ------------------------------ | ------------------------ | ---------- | --------- | ---------- | ------- | ------- | ------- | ------- | ------- |
|                                         |                                | La République En Marche!       | REM                      | 6 391 269  | 28,21     | 7 826 245  | 43,06   | 2       | 306     | 308     | 53,38   |
|                                         | Ruch Demokratyczny             | MoDem                          | 932 227                  | 4,12       | 1 100 656 | 6,06       | 0       | 42      | 42      | 7,28    |         |
| Większość prezydencka                   | Większość prezydencka          | Większość prezydencka          | Większość prezydencka    | 7 323 496  | 32,33     | 8 926 901  | 49,12   | 2       | 348     | 350     | 60,66   |
|                                         |                                | Republikanie                   | LR                       | 3 573 427  | 15,77     | 4 040 203  | 22,23   | 0       | 112     | 112     | 19,41   |
|                                         | Unia Demokratów i Niezależnych | UDI                            | 687 225                  | 3,03       | 551 784   | 3,04       | 1       | 17      | 18      | 3,12    |         |
|                                         | Divers droite                  | DVD                            | 625 345                  | 2,76       | 306 074   | 1,68       | 0       | 6       | 6       | 1,04    |         |
| Prawica parlamentarna                   | Prawica parlamentarna          | Prawica parlamentarna          | Prawica parlamentarna    | 4 885 997  | 21,56     | 4 898 061  | 26,95   | 1       | 135     | 136     | 23,57   |
|                                         |                                | Partia Socjalistyczna          | PS                       | 1 685 667  | 7,44      | 1 032 842  | 5,68    | 0       | 30      | 30      | 5,20    |
|                                         | Divers gauche                  | DVG                            | 362 281                  | 1,60       | 263 488   | 1,45       | 1       | 11      | 12      | 2,08    |         |
|                                         | Lewicowa Partia Radykalna      | PRG                            | 106 311                  | 0,47       | 64 860    | 0,36       | 0       | 3       | 3       | 0,52    |         |
| Lewica parlamentarna                    | Lewica parlamentarna           | Lewica parlamentarna           | Lewica parlamentarna     | 2 154 269  | 9,51      | 1 361 190  | 7,49    | 1       | 44      | 45      | 7,80    |
|                                         | Francja Niepokorna             | Francja Niepokorna             | FI                       | 2 497 622  | 11,03     | 883 573    | 4,86    | 0       | 17      | 17      | 2,95    |
|                                         | Francuska Partia Komunistyczna | Francuska Partia Komunistyczna | PCF                      | 615 487    | 2,72      | 217 833    | 1,20    | 0       | 10      | 10      | 1,73    |
|                                         | Front Narodowy                 | Front Narodowy                 | FN                       | 2 990 454  | 13,20     | 1 590 869  | 8,75    | 0       | 8       | 8       | 1,39    |
|                                         | Partie regionalne              | Partie regionalne              | REG                      | 204 049    | 0,90      | 137 490    | 0,76    | 0       | 5       | 5       | 0,87    |
|                                         | Partie ekologiczne             | Partie ekologiczne             | ECO                      | 973 527    | 4,30      | 23 197     | 0,13    | 0       | 1       | 1       | 0,17    |
|                                         | Powstań Francjo                | Powstań Francjo                | DLF                      | 265 420    | 1,17      | 17 344     | 0,10    | 0       | 1       | 1       | 0,17    |
|                                         | Skrajna prawica                | Skrajna prawica                | EXD                      | 68 320     | 0,30      | 19 034     | 0,10    | 0       | 1       | 1       | 0,17    |
|                                         | Skrajna lewica                 | Skrajna lewica                 | EXG                      | 175 214    | 0,77      | —          | —       | —       | 0       | 0       | 0,00    |
|                                         | Pozostali                      | Pozostali                      | DIV                      | 500 309    | 2,21      | 100 574    | 0,55    | 0       | 3       | 3       | 0,52    |
|                                         |                                |                                |                          |            |           |            |         |         |         |         |         |
| Ogółem                                  | Ogółem                         | Ogółem                         | Ogółem                   | 22 654 164 | 100,00    | 18 176 066 | 100,00  | 4       | 573     | 577     | 100,00  |
| Głosy puste                             | Głosy puste                    | Głosy puste                    | Głosy puste              | 357 098    | 1,54      | 1 409 784  | 6,99    |         |         |         |         |
| Głosy nieważne                          | Głosy nieważne                 | Głosy nieważne                 | Głosy nieważne           | 156 326    | 0,67      | 578 765    | 2,87    |         |         |         |         |
| Frekwencja                              | Frekwencja                     | Frekwencja                     | Frekwencja               | 23 167 508 | 48,70     | 20 164 615 | 42,64   |         |         |         |         |
| Uprawnieni do głosowania                | Uprawnieni do głosowania       | Uprawnieni do głosowania       | Uprawnieni do głosowania | 47 570 988 | —         | 47 293 103 | —       |         |         |         |         |
| Źródło: Ministerstwo Spraw Wewnętrznych |                                |                                |                          |            |           |            |         |         |         |         |         |